# Kabo
Kabo är en ort i Centralafrikanska republiken.   Den ligger i prefekturen Ouham, i den västra delen av landet, 400 km norr om huvudstaden Bangui. Kabo ligger 418 meter över havet och antalet invånare är 13 637.
Terrängen runt Kabo är platt. Det finns inga andra samhällen i närheten.
Omgivningarna runt Kabo är huvudsakligen savann. Runt Kabo är det mycket glesbefolkat, med 4 invånare per kvadratkilometer.